# Jehosheba

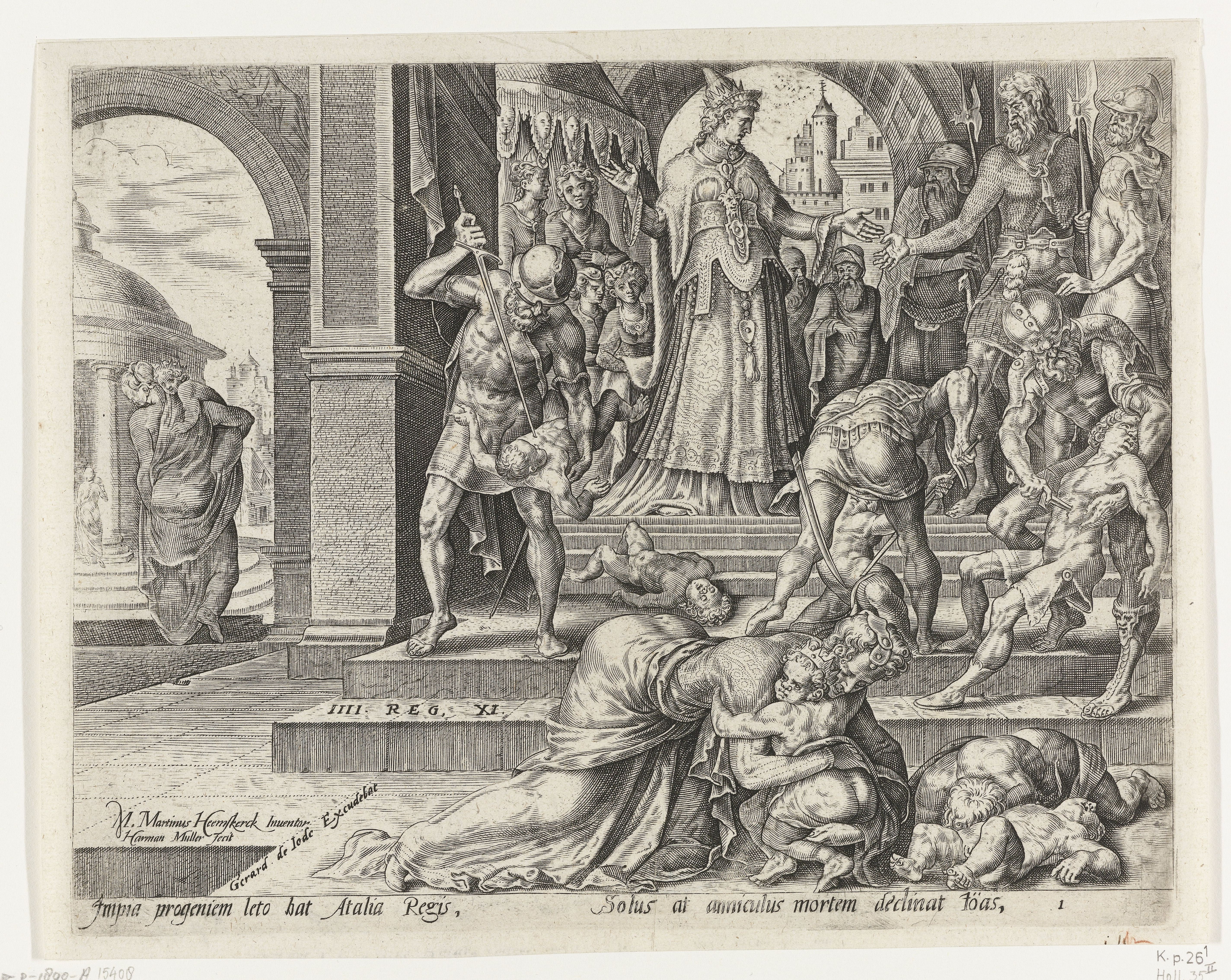
"Joash es rescatado por su tía Jehosheba", grabado de Harmen Jansz Muller, c. 1565–69; la pareja es visible en el extremo izquierdo

Jehosheba (alternativamente Jehoshabeath, en hebreo: יְהוֹשֶׁ֫בַע‎ Yəhōšeḇa, " Yahweh es un juramento"  ) o Josaba, es una figura en la Biblia hebrea. Era hija del rey Joram de Judá, hermana del rey Ocozías de Judá y esposa del sacerdote Joiada . Era hija de Joram, pero no necesariamente de Atalía . Después de la muerte de Ocozías, su madrastra: Atalía, se proclamó reina de Judá y ordenó la ejecución de todos los miembros de la familia real que pudieran reclamar el trono. Sin embargo, según 2 Reyes 11:2, Jehosheba salvó de la masacre a su sobrino pequeño Jehoash, hijo de Ocozías y nieto de Atalía:

Pero Josaba hija del rey Joram, hermana de Ocozías, tomó a Joás hijo de Ocozías y lo sacó furtivamente de entre los hijos del rey a quienes estaban matando, y lo ocultó de Atalía, a él y a su ama, en la cámara de dormir, y en esta forma no lo mataron. 3 Y estuvo con ella escondido en la casa de Dios seis años; y Atalía fue reina sobre el país.

Jehoash, que entonces tenía un año, fue el único sobreviviente de la masacre. Jehosheba y Joiada lo escondieron en el Templo durante seis años.
En el séptimo año, Joiada y los demás sacerdotes idearon un plan para restablecer el linaje davídico en Judá mediante la coronación de Joás (de siete años). Cuando se implementó el plan, Atalía escuchó el ruido de la gente cantando "Larga vida al rey". Cuando entró en el Templo, encontró a su nieto coronado sentado en un pilar real rodeado por una multitud de simpatizantes. Se rasgó la ropa y gritó "¡Traición, traición!" Joiada ordenó que la mataran pero no dentro del Templo. Atalía fue capturada y ejecutada en la entrada que conducía desde los establos de los caballos al palacio real, terminando así el reinado de Atalía y comenzando el reinado de Joás.
Según 2 Reyes 11:2, la ciudad estaba tranquila, ahora que Atalía había sido asesinada.
El Midrash enumera a Jehosheba como una de las 23 grandes mujeres justas de Israel.  Alice Laffey señala que fue a través de la acción de Jehosheba y la enfermera anónima que se preservó la línea davídica.